# Kanton Loudes
Kanton Loudes (fr. Canton de Loudes) je francouzský kanton v departementu Haute-Loire v regionu Auvergne. Tvoří ho devět obcí.

## Obce kantonu
- Chaspuzac
- Loudes
- Saint-Jean-de-Nay
- Saint-Privat-d'Allier
- Saint-Vidal
- Sanssac-l'Église
- Vazeilles-Limandre
- Vergezac
- Le Vernet